# Santiago Nazarian
Santiago Nazarian (São Paulo, 12 de maio de 1977) é um escritor brasileiro, graduado em Publicidade e Propaganda pela Fundação Armando Álvares Penteado (FAAP). É filho do artista plástico Guilherme de Faria e da também escritora Elisa Nazarian. Foi vendedor de livraria, redator de publicidade (e de disque-sexo), professor de inglês e praticou body art. Seu projeto literário é classificado como "existencialismo bizarro", no qual mescla referências clássicas da literatura existencialista, com cultura pop, trash e de horror.
Além de autor, é tradutor e faz roteiros para cinema e televisão.

## Prêmios
Olívio foi o primeiro livro de Nazarian a ser publicado, apesar de A Morte Sem Nome ter sido escrito primeiramente. Assim ocorreu porque, sendo mais tradicional que o seu antecessor cronológico, o romance foi escolhido por Santiago para o concurso da Fundação Conrado Wessel de Literatura. Com efeito, o prêmio máximo da fundação em 2003, que incluía a publicação do texto e contrato com uma editora, foi dado a Olívio.
Em 2007, Nazarian foi eleito um dos autores jovens mais importantes da América Latina pelo juri do Hay Festival em Bogotá, Capital Mundial do Livro.  Em 2010 seu romance juvenil "Garotos Malditos" foi contemplado com bolsa de criação literário do programa Petrobras Cultural.
Seu romance "Mastigando Humanos" foi adotado pelo Projeto Nacional Biblioteca na Escola (PNBE) e se tornou leitura obrigatória do vestibular da UEPB em 2013.
Em 2020, seu romance infantil, "A Festa do Dragão Morto", foi premiado na seleção Cátedra da Unesco.
Em 2021, foi finalista dos prêmios Jabuti e Oceanos, e ganhou segundo lugar no Prêmio Machado de Assis, da Biblioteca Nacional, com seu romance "Fé no Inferno."

## Como Roteirista[13]
- "Ame o Garoto que Segura a Faca" (curta, como diretor e roteirista, 1997)
- "Um Homem Qualquer" (longa de Caio Vecchio, como co-roteirista, 2009)
- "Passionais" (série da Globosat, como criador e roteirista, 2015)

## Obras Publicadas e Traduzidas[14]

### Livros
- Olívio (Talento, 2003, Prêmio Fundação Conrado Wessel de Literatura)
- A Morte Sem Nome (Planeta, 2004; Palavra, Portugal 2005; Vulkan, Sérvia, 2017)
- Feriado de Mim Mesmo (Planeta, 2005)
- Mastigando Humanos (Nova Fronteira, 2006; Editora Record; Ediciones Ambulantes, Espanha; La Linea, Itália, 2013 )
- O Prédio, o Tédio e o Menino Cego (Record, 2009)
- Pornofantasma (Record, 2011)
- Garotos Malditos (Record, 2012)
- Biofobia (Record, 2014)
- Neve Negra (Companhia das Letras, 2017)
- A Festa do Dragão Morto (infantil com Rogério Coelho) (Melhoramentos, 2019)
- Fé no Inferno (Companhia das Letras, 2020)
- O Príncipe Precoce (Independente/KDP, 2022)
- Queimando livros: uma história sobre o ataque ao conhecimento (Editora Globo, 2022)
- Veado Assassino (Companhia das Letras, 2023)

### Participações em antologias de contos
- 2019 - A resistência dos vagalumes - participação com o conto Sonho de uma noite de verão